# LP Andromedae
LP Andromedae är en kolstjärna belägen i den mellersta delen av stjärnbilden Andromeda. Den har en genomsnittlig skenbar magnitud av ca 15,12 och har pulseringar med en amplitud på 1,50 magnitud och en period av 614 dygn. Den kräver ett kraftfullt teleskop för att kunna observeras. Baserat på parallax enligt Gaia Data Release 2 på ca 2,50 mas beräknas den befinna sig på ett avstånd av ca 1 300 ljusår (ca  400 parsec) från solen.

## Observation

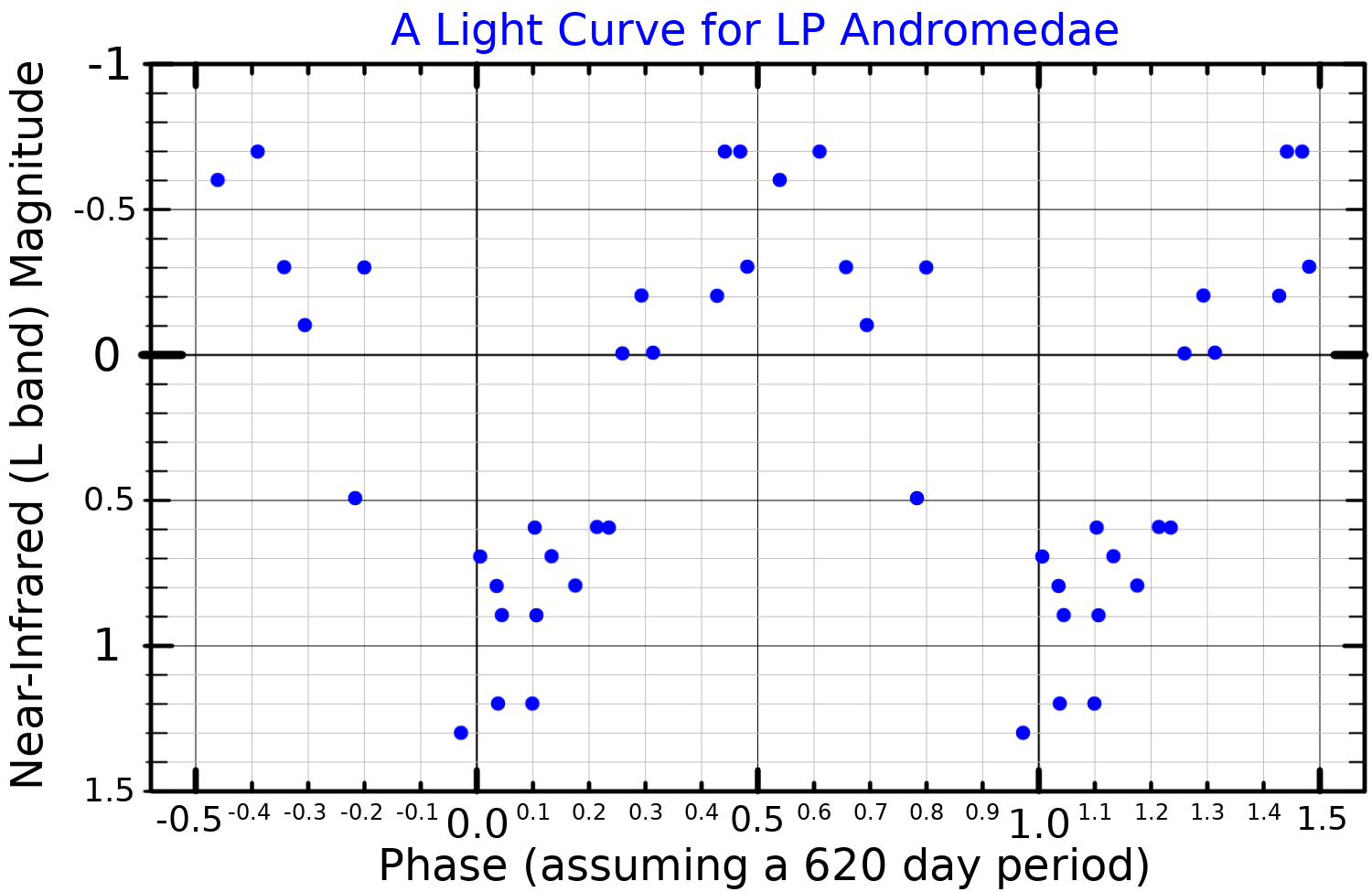
Ljuskurva i L-bandet för LP Andromedae, anpassad från Jones et al. (1990).

År 1974 identifierades LP Andromedae, då känd som IRC+40540, som en kolstjärna och visade sig även vara variabel. Den hade tidigare misstänkts för variation under 2 Micron All Sky Survey (2MASS). En detaljerad studie av dess spektrum visade en ovanligt sval stjärna med en grundklass av C8 och en Swan-bandstyrka på 3,5. Den uppvisade också starka C13-isotopband. Perioden begränsades till ca 614 dygn, en av de längsta perioderna som är kända för en Miravariabel.

## Egenskaper
LP Andromedae är en kolstjärna av spektralklass C8,3.5pe. Den har en massa av ca 3,2 solmassor, en radie av ca 340 - 420 solradier och utsänder energi från dess fotosfär motsvarande ca 2 900 - 16 200 gånger solen vid en effektiv temperatur av ca 2 100 - 3 400 K. Stjärnan förlorar massa med en takt av 1,9 × 10−5 solmassa/år. En sådan hög massförlust torde placera den nära slutet av dess utveckling på asymptotiska jättegrenen. Höljet sträcker sig till ett avstånd av 3 parsek från stjärnan och består huvudsakligen av kiselkarbid och kolpartiklar.